# Björn Gillberg
Björn Olov Gillberg, född 3 augusti 1943 i Karlskoga, är en svensk forskare, författare och miljödebattör.

## Utbildning
Gillberg påbörjade 1963 akademiska studier vid Uppsala universitet i syfte att bli jurist. Men han sadlade snabbt om och studerade istället bland annat kemi, genetik och mikrobiologi. Han blev fil. kand. 1966 och fil. lic. 1969 i mikrobiologisk genetik.

## Yrkesliv
Gillberg blev känd för en bredare allmänhet när han i böcker, tidningsartiklar och föredrag uppmärksammade allmänheten på miljö- och hälsorisker i vardagsmiljön. Hans bok Hotade släktled (1969) blev något av en väckarklocka beträffande genetiska risker förknippade med "vardagskemikalier". 1971 demonstrerade han i TV att man kunde tvätta kläder i gräddersättningsmedel.
Han startade tillsammans med hustrun Marianne Gillberg och goda vänner stiftelsen Miljöcentrum 1971. Han är sedan dess stiftelsens arbetande ordförande. Miljöcentrum initierade på 1970-talet debatten om kärnkraftens risker och skadliga tillsatser i mat.
Gillberg var först i Sverige med att avslöja att affärsmannen Refaat El-Sayed, ägare till penicillintillverkaren Fermenta, var en charlatan som inte hade den doktorshatt han påstod sig ha haft och inte ens hade avlagt filosofie kandidatexamen. Avslöjandet ledde till El-Sayeds fall.
Gillberg var miljökontrollant vid Öresundsbrobygget, Hallandsås- och Citytunnelprojekten.  År 1999 utnämndes han till filosofie hedersdoktor vid Lunds universitet. 2001 grundade han tillsammans med vänner VärmlandsMetanol AB, för produktion av biometanol som ersättning för bensin, där han sedan 2009 är VD. Gillberg har i början av 2000-talet engagerat sig mot byggandet av 3G-mobiltelefonmaster med tanke på hälsorisker (strålning) och förfulning av landskapet. Vidare har han engagerat sig i debatten om vargens framtid i Sverige och misstänker att den har inplanterats i Sverige i hemlighet på 1970-talet och ställt sig mycket kritisk till satsningarna på stora vindkraftparker  som han menar förfular landskapet och orsakar betydande störningar för människor och djur, särskilt i Sameland.
I klimatdebatten har Gillberg ifrågasatt dikotomiseringen av deltagarna i grupperna "troende" och "kättare" där de som ifrågasätter den gängse uppfattningen, eller ifrågasätter föreslagna åtgärder, har svårt att komma till tals. Som exempel lyfter han Lennart Bengtsson och jämför antalet omnämnanden om Bengtsson i stora dagstidningar med antalet omnämnanden om Greta Thunberg. Gillberg har flera gånger lyft att han ser en religiös tendens i diskussionen.:6m48s Han ifrågasätter också att man låter kommersiella intressen utnyttja den panik som uppstått kring frågan, där pensionspengar går till olika klimatprojekt.:13m12s

### Miljöcentrum
År 1971 grundade Gillberg stiftelsen Miljöcentrum och året därpå stiftelsens tidskrift, Miljö och Framtid, vars chefredaktör han var fram till 1999 då den avvecklades. Tidskriften spelade en stor roll i miljödebatten under 1970- och 80-talet. En finskspråkig version (Ympäristömme ja Tulevaisuus) utgavs också under några år i Finland.
Miljöcentrum initierade på 1970-talet debatten om kärnkraftens risker och skadliga tillsatser i mat och myntade begreppet "livsmedelskosmetika". Under åren har Björn Gillberg och Miljöcentrum, ofta i samarbete med advokaten Staffan Michelsson, med framgång drivit ett stort antal skadeståndsprocesser mot "miljöbusar". Ett av de mest uppmärksammade målen var processen mot BT-Kemi. Nedgrävda tunnor med bland annat hormoslyr rostade sönder och ett stort område i och runt Teckomatorp fick sitt grund- och ytvatten fördärvat. Flera av processerna har påverkat utformningen av miljölagstiftningen och dess rättstillämpning. Processen slutade med ett betydande skadestånd till trädgårdsmästare Carl-Johan Ahl. BT-Kemi försattes därefter av ägarna i konkurs, varigenom svenska staten fick stå för saneringskostnaderna - fram till år 2012 ca 200 MKR. Genom processen myntades begreppet miljöbrott.[källa behövs]
Gillberg och Miljöcentrum har också regelmässigt och med framgång företrätt grannar till miljöfarliga industrier inför Koncessionsnämnden för miljöskydd, (numera ersatt med mark- och miljödomstolar), som bestämde hur stora utsläpp av miljöfarliga ämnen, som fick göras till miljön. Totalt rör det sig om över hundra ärenden genom åren.
Miljöcentrum initierade tidigt debatten om en fossilfri fordonsflotta. Med den utgångspunkten startade Björn Gillberg och hans amerikanske kollega Arthur Tamplin ett forskningsprojekt vid Miljöcentrum på 1970-talet. De kom fram till att Sverige, både med tanke på den nationella säkerheten och för att minska de fossila koldioxidutsläppen, borde satsa på biometanol (träsprit) tillverkad genom förgasning av svensk skogsråvara. När inget hände tog de saken i egna händer. VärmlandsMetanol bildades 2001 av Björn Gillberg, Miljöcentrum, LRF, Hagfors kommun och två privatpersoner.

### Uppdrag
- 1966-1967 Forskningsassistent vid Uppsala universitet samt Lantbrukshögskolan i Uppsala
- 1967-1973 Forskare vid avdelningen för mikrobiologi vid Lantbrukshögskolan i Uppsala
- 1971- Grundare av stiftelsen Miljöcentrum. Stiftelsens arbetande ordförande.
- 1971-1999 Grundare av och ansvarig utgivare för månadstidskriften Miljö och Framtid
- 1976-1977 Rådgivare åt Österrikes regering beträffande miljöeffekter relaterade till kärnkraft
- 1978 Rådgivare åt svenska regering beträffande riskerna för och effekterna av sabotage- och terroraktioner mot kärnkraftverk
- 1989-2000 Undervisning i miljörätt vid Uppsala universitet
- 1991-1995 Medlem av Vägverkets Miljöråd
- 1992-2000 Miljöcontroller hos SWEDAB (Svensk/Danska broförbindelsen)
- 1995-2000 Medlem i Stockholmshems miljöråd där han medverkade vid införandet av miljöledningssystem
- 1994-2000 Styrelseledamot i Motormännens Riksförbund
- 1994-2000 Rådgivare åt färgtillverkaren Flugger med ansvar för införandet av miljöledningssystemen ISO 14001 och EMAS. Till grund för miljöledningssystemen låg en omfattande miljöutredning utförd av Gillberg.
- 1999-2005 Styrelseledamot i Livsmedelsekonomiska institutet
- 1997-2000 Rådgivare åt Scansemgruppen vid införandet av miljöledningssystemet ISO 14000. (Scansem ägs sedan 1999 av Heidelbergs cement.)
- 1999-2010 Miljöcontroller vid Citytunnelprojektet i Malmö
- 1999-2000 Ordförande för en grupp tillsatt av danska regeringen för att utreda miljöeffekterna av en fast förbindelse mellan Danmark och Tyskland (Femern-Baelt)
- 1999-2004 Styrelseledamot i Klippan AB
- 2001-2005 Miljöcontroller vid projekt Hallandsåstunneln (efter Rhoca-Gilskandalen[11]
- 2001- Grundare av Värmlandsmetanol AB. Styrelseordförande från 2001-2009 därefter bolagets VD.

### Värmlandsmetanol
Värmlandsmetanol bildades 2001 av Björn Gillberg och några vänner. Gillberg var bolagets ordförande från starten till år 2009.
Björn Gillberg är sedan 2009 VD för Värmlandsmetanol som av skogsråvara med förgasningsteknik ska framställa biometanol som fordonsbränsle.
I dag har bolaget ca 1 500 delägare och den tyska industrikoncernen ThyssenKrupp Uhde arbetar sedan 2009 med projektering av anläggningen som ska uppföras i Hagfors.

## Politiska uppdrag
Under 1957-1982 var Björn Gillberg medlem i Socialdemokraterna. Därefter blev Björn Gillberg medlem i Kristdemokraterna till och med 1985.
Numera är Gillberg en ledande kraft i det kommunala partiet Hela Sunne och sitter i Sunne kommuns kommunstyrelse och kommunfullmäktige.

## Priser och utmärkelser i urval
- 1989 – Harry Martinson-priset
- 1990 – Astma- och allergipris
- 1991 – UNEP Global 500 Roll of Honors
- 1995 – IKEA:s pris från Stichting Ingka Foundation
- 1999 – Filosofie hedersdoktor vid Lunds universitet
- 1999 – Cancer- och allergifondens pris
- 2006 – Magganpriset